# Curcuma clovisii
Curcuma clovisii là một loài thực vật có hoa trong họ Gừng.

## Lịch sử phân loại
Loài này được François Gagnepain miêu tả khoa học đầu tiên năm 1907 dưới danh pháp Stahlianthus thorelii. Hai mẫu định danh không số do Clovis Thorel thu thập tại Pissay và Lakhòn, Lào. Lakhòn nay là Nakhon Phanom, Thái Lan.
Năm 2012, Eliška Záveská et al. thấy rằng S. campanulatus, S. involucratus và một số họ hàng gần của chúng lồng trong phân chi Hitcheniopsis của chi Curcuma, nên năm 2015 Jana Leong-Škorničková chuyển S. thorelii sang chi Curcuma. Tuy nhiên, do danh pháp Curcuma thorelii đã được dùng cho một loài khác cũng do chính Gagnepain mô tả năm 1907, nên Škorničková đã đổi danh pháp thành Curcuma clovisii.

## Từ nguyên
Cả hai danh pháp Stahlianthus thorelii và Curcuma clovisii đều để vinh danh nhà thực vật học người Pháp Clovis Thorel (1833-1911), người đã tham gia vào chuyến thám hiểm sông Mekong giai đoạn 1866-1868.

## Phân bố
Loài này có tại Lào và Thái Lan.

## Mô tả
Cán hoa cao 8-10 cm; vảy dài 1-5 cm; lá bắc tổng bao dài 33 mm, rộng 7-8 mm. Đài hoa dài 7-8 mm. Tràng hoa trước khi nở hoa dài 2 cm, ống tràng dài 1 cm; thùy sau dài 11 mm. Cánh môi đường kính 9 mm. Ngăn bao phấn dài 5 mm, phiến mô liên kết dài 2,5 mm. Về cơ bản, loài này giống với Stahlianthus campanulatus, nhưng có thể phân biệt được nhờ: các lá của nó xuất hiện sau khi ra hoa, tổng bao ngắn hơn và đài hoa ngắn hơn 2 lần.